# Robert Chideka
Robert Chideka (* 1. Mai 1956) ist ein ehemaliger botswanischer Langstreckenläufer.

## Karriere
Chideka schied bei den Olympischen Sommerspielen 1980 in Moskau im Wettkampf über 5000 Meter im Vorlauf aus.